# Neoancistrotus bipustulatus
Neoancistrotus bipustulatus is een hooiwagen uit de familie Gonyleptidae.